# Albigenški križarski rat
Albigenški križarski rat, je bio dvadesetogodišnji rat (1209. – 1229.), kada je papa Inocent III. objavio križarski rat 1209. protiv krivovjernih katara koji su živjeli u okolici grada Albija na jugu Francuske. Rat su kakarterizirale iznimno brutalne i krvave metode, čak i za standarde tog vremena. To je također utjecalo da se promjeni ravnoteža sila između južne i sjeverne Francuske, i pomjeri prema sjeveru, situacija koja je i danas aktualna. Stvaranje srednjovjekovne inkvizicije bio je direktni rezultat rata.

## Pozadina
- Početak 13. stoljeća: Utjecaj i moć Katoličke Crkve u Languedocu je potkopana pojavom katara. Početak pripreme za sukobe.
- 1206.: Grof od Toulousa, Raymond VI., odbija poslušati papin poziv za prijam viteškog reda čiji je zadatak očistiti područje od katara.
- 1207.: Papa je izopćio Raymonda VI. iz Katoličke Crkve.
- 1208.: Pierra de Castelna, pomoćnika papinog izaslanika opata Arnauda Amalrica, ubija jedan od grofovih vitezova. Događaj izaziva križarski rat protiv Languedoc i Katara.

## Tijek rata
- 1209.: Grof Simon de Montfort napada Béziers 21. srpnja. Stanovnici grada odbijaju predati katare koji se skrivaju u gradu. U masakru koji je slijedio nastradalo je 15 000 ljudi, žena i djece, od kojih 222 katara. Poslije toga gradovi Narbonne i Carcassonne padaju u ruke Montfortovih snaga.
- 1213.: Kada je Montfort zarobio grofa od Toulouse, kralj Petar I. Aragonski ulazi u rat. Bojao se prevelikog utjecaja sjevernofrancuskog plemstva. U rujnu je izgubio bitku kod Toulousea i poginuo.
- 1215.: Montfort osvaja gradove Domme i Castelnaudary. Princ Louis Španjolski pridružuje se Montfortu u opsadi Toulouse.
- 1215. – 1225.: Formira se savez gradova protiv križara s Avignonom na čelu.
- 1216.: de Montfort gubi bitke kod Beaucaire i kod Lourdesa, ali poslije duge opsade osvaja Toulouse i Bigerre.
- 1217.: Raymond VII. od Toulouse ponovno osvaja Toulouse uz pomoć Aragonaca.
- 1218.: de Montfort gine od stijene izbačene iz katapulta tijekom ponovnog pokušaja osvajanja Toulousea.
- 1224.: Katari se šire. Povratak na situaciju prije križarskog rata.
- 1226.: Luj VIII. predvodi novi križarski rat protiv katara. Narod je umoran od rata, oblast je osvojena u principu bez borbi. Avignon se uspio braniti tri mjeseca, ali je osvojen u rujnu. Cjelokupno stanovništvo grada Labécéde je masakrirano.
- 1229.: Grof Raimond VII. od Toulouse se predaje i pridružuje križarskom pohodu protiv katara. Inkvizicija, predvođena dominikancima uvedena je u Toulouseu.
- 1233.: Inkvizicija se širi na cijeli Languedoc. Traganje za katarima, oni koji su pronađeni spaljeni su na lomači.
- 1233. – 1240.: Brutalnosti dovode do pobuna u nekoliko gradova; Toulouse, Albi, Narbonne, Cordes.
- 1240.: Vođa pobunjenika Raymond-Roger IV. od Trencavela gubi bitku kod Carcassonne. Katari su u bijegu.
- 1244.: Posljednje katarsko uporište Montségur u Pirinejima, pada poslije 9-o mjesečne opsade, i 210 je spaljeno na lomači. Ovaj događaj se smatra krajem katarizma.
- 1255.: Mala izolirana utvrda smještena u Quéribusu, bila je skrivena od inkvizicije, no otkrivena i osvojena u kolovozu.
- 1321.: Inkvizicija izvodi zadnja smaknuća katara, koji su spaljeni na lomači.